# Shinsuke Ashida
Pour les articles homonymes, voir Ashida.
Shinsuke Ashida (芦田伸介, Ashida Shinsuke), né le 14 mars 1914 à Matsue (préfecture de Shimane) et mort le 9 janvier 1999, est un acteur japonais.

## Biographie
Shinsuke Ashida a commencé sa carrière sur scène en Manchourie occupée dans la fin des années 1930. Il est devenu populaire pour ses rôles dans des films d'action de la Nikkatsu dans les années 1950 et 1960. Il meurt le 9 janvier 1999 d'un cancer du foie.
Shinsuke Ashida a tourné dans plus de 140 films entre 1944 et 1998.

## Filmographie partielle
- 1952 : Les Enfants d'Hiroshima (原爆の子, Genbaku no ko?) de Kaneto Shindō
- 1952 : Ceux d'aujourd'hui (現代人, Gendai-jin?) de Minoru Shibuya
- 1953 : Epitome (縮図, Shukuzu?) de Kaneto Shindō
- 1956 : Ombres en plein jour (真昼の暗黒, Mahiru no ankoku?) de Tadashi Imai : Yoshii
- 1957 : La Vertu chancelante (美徳のよろめき, Bitoku no yoromeki?) de Kō Nakahira : Shozo Tsuchiya
- 1958 : La Beauté des bas fonds (暗黒街の美女, Ankokugai no Bijo?) de Seijun Suzuki : Ōyane
- 1958 : Le  Guet-apens (張込み, Harikomi?) de Yoshitarō Nomura
- 1959 : Mon deuxième frère (にあんちゃん, Nianchan?) de Shōhei Imamura : Sakai
- 1959 : La Condition de l'homme: Il n'y a pas de plus grand amour (人間の条件, Ningen no joken I?) de Masaki Kobayashi
- 1964 : Le Mouchoir rouge (赤いハンカチ, Akai hankachi?) de Toshio Masuda
- 1966 : Le Lac des femmes (女のみづうみ, Onna no mizuumi?) de Yoshishige Yoshida : Yuzo
- 1966 : L'Ange rouge (赤い天使, Akai tenshi?) de Yasuzō Masumura : le docteur Okabe
- 1968 : Le Soleil de Kurobe (黒部の太陽, Kurobe no Taiyo?) : Kurosaki
- 1970 : Fuji sanchō (富士山頂?) de Tetsutarō Murano
- 1976 : Le vent s'est levé (風立ちぬ, Kaze tachinu?) de Mitsuo Wakasugi
- 1978 : L'Incident (事件, Jiken?) de Yoshitarō Nomura
- 1978 : Le Samouraï et le Shogun (柳生一族の陰謀, Yagu ichizoku no inbo?) de Kinji Fukasaku : le chancelier Doi
- 1978 : Burū Kurisumasu (ブルークリスマス, Burū kurisumasu?) de Kihachi Okamoto
- 1987 : L'Inspectrice des impôts (マルサの女, Marusa no onna?) de Jūzō Itami : Kihachirō Ninagawa
- 1989 : Four Days of Snow and Blood (226, Ni ni roku?) de Hideo Gosha : amiral Suzuki
- 1989 : La Mort d'un maître de thé (千利休 本覺坊遺文, Sen no Rikyu: Honkakubō ibun?) de Kei Kumai : Hideyoshi Toyotomi
- 1989 : Shasō (社葬?) de Toshio Masuda
- 1990 : Childhood Days (少年時代, Shōnen jidai?) de Masahiro Shinoda : le principal